# Baia di Newquay
La baia di Newquay (in inglese: Newquay Bay) è una baia adiacente a Newquay in Cornovaglia, in Inghilterra.
La baia è larga circa 2,5 chilometri (1,6 miglia), va da Towan Head a ovest a Trevelgue Head a est, oltre la quale si trova Watergate Bay. La baia di Newquay comprende la spiaggia di Lusty Glaze e la spiaggia di Porth.